# Eupithecia suspectata
Eupithecia suspectata là một loài bướm đêm trong họ Geometridae.